# Marie Lock-Hansen
Marie Lock-Hansen (født Rode Madsen, 13. juni 1924 – 10. november 1967) var en aarhusiansk ingeniørfrue, som blev myrdet under gådefulde omstændigheder.

## Biografi
Marie voksede op i et fattigt landarbejdermiljø i landsbyen Lisbjerg nord for Aarhus.
Familien talte foruden Marie fem børn, hvoraf to søstre døde i en tidlig alder.
Opsat på at bryde den sociale arv tog Marie som den første i sin familie præliminæreksamen i Aarhus i 1942.
I begyndelsen af 1940'erne mødte hun sin første mand, Leif Jørgensen, som var malersvend og musiker i et underholdningsorkester. De blev gift i 1946. Men ægteskabet var ikke vellykket, da Maries sociale ambitioner ikke harmonerede med mandens.
I 1950 fik hun ansættelse i ingeniørfirmaet Søren Jensen og Lock-Hansen i Aarhus og var sekretær for den ene af indehaverne, Oscar Lock-Hansen.
I 1952 blev hun skilt fra Leif Jørgensen og giftede sig året efter med sin arbejdsgiver, Oscar Lock-Hansen. Han var en international kapacitet inden for bygningskonstruktion/statik og underviser på Aarhus Teknikum.

## Mordet
Familien flyttede i begyndelsen af 1960'erne til Højbjerg på adressen Hestehavevej 2b i det sydlige Aarhus.
Her ringede gerningsmanden på døren den 10. november 1967 ca. klokken 10.50.
Marie Lock-Hansen var ved at drikke formiddagskaffe med sin hushjælp, Irma Frier Rasmussen. Efter en kort samtale ved hoveddøren bød Marie Lock-Hansen manden indenfor og blev få minutter efter dræbt af tre skud. Hushjælpen, som forsøgte at komme sin arbejdsgiver til undsætning, blev også skudt, men overlevede. Gerningsmanden forsvandt, og på trods af at han formentlig blev set af flere vidner, lykkedes det ikke Aarhus Politi at spore ham. Et sikkert motiv til mordet er aldrig fundet.

## Efterforskningen
Sagen anses for at have afstedkommet danmarkshistoriens største mordefterforskning nogensinde. Østjyllands Politi anslår, at der er brugt ca. 100.000 efterforskningstimer på opklaringsarbejdet, og der er afhørt ca. 20.000 mennesker. Efterforskningen har strakt sig over 40 år og får i dag henvendelser fra vidner. Derfor har sagen fået prædikatet "Mordsagen der ikke vil dø", og i massemedierne omtales den oftest som "Højbjerg-mordet".
En af grundene, til at sagen huskes mere end 40 år efter mordet, kommenteres og efterforskes, er givet politiefterforskningens store omfang samt de mange personafhøringer, som har berørt et usædvanligt stort antal mennesker.
Det sociale miljø, den højere middelklasse, som drabet foregik i og det uafklarede motiv, har også spillet en rolle for sagens status som en af "de store mordgåder".
Ligesom større internationale kriminalsager som mordet på John F. Kennedy og Olof Palme har Højbjerg-mordet også medført utallige konspirationsteorier – som koldkrigsspionage pga. Lock-Hansens naboskab til Søværnets Operative Kommando, forveksling med berygtede stikkersker, der angav danske modstandsfolk under 2.verdenskrig, som Grethe Bartram, etc.
Sagen har for længst indskrevet sig i dansk kriminalhistorie.
Siden 1967 har den skabt overskrifter i dansk dagspresse, og den har haft adskillige forfatteres og journalisters bevågenhed – deriblandt Poul Blak, Lars Rørbæk, Jørgen Skovsted, Allan Vendeldorf, Johannes Møllehave, Jan Frydensberg, Erling Bundgaard, Alice Vestergaard, Ole Schierbeck, Karsten Bjørno, Jens Kaiser, Peter Abildgaard, Palle Bruus Jensen og Knud Simonsen/Jens Erik Mehlsen.

### De senere år
I 1997 udkom Allan Vendeldorfs bog Hvad gjorde Marie?, som overvejende befatter sig med sagens mange myter og rygter.
I 2006 fulgte Lars Rørbæk og Jørgen Skovsteds bog Den usandsynlige morder – en dokumentarisk beretning om mordet på Marie Lock-Hansen. I bogen påviser forfatterne forskellige problemer ved kriminalpolitiets efterforskning af sagen, som kan have stået i vejen for opklaringen. På baggrund af Rørbæks/Skovsteds bog udsendte TV2 Østjylland i november 2007 en prisvindende dokumentarserie i forbindelse med 40-års dagen for det uopklarede drab. I december 2007 udgav Lars Rørbæk endnu en bog om mordet, Højbjerg-mordet – Interviews og betragtninger. Heri belyses sagen ud fra interviews med vidner, familie og efterforskere, deriblandt forhenværende kriminalkommissær Preben Nibe samt Marie Lock-Hansens familie.
I september 2009 udkom Jørgen Skovsteds bog Den sandsynlige morder, som beskæftiger sig med sagens mange rygter og myter. Skovsteds tidligere medforfatter Lars Rørbæk rettede en skarp kritik af bogen, som han i Jyllandsposten karakteriserede som "usaglig og tendentiøs".
I august 2013 udgav Allan Vendeldorf bogen Skyggen af sandheden. Her har den pensionerede kriminaltekniker Bjørn Pauli bl.a. kunne læse, at han var afdød. Bogens gerningsmand, en tidligere landsretssagfører, afgår ved døden på et plejehjem i Risskov, skønt han døde i sit sommerhus i Skagen den 7. juli 2005.
I 2017 udkom Peer Kaaes bog Maries Morder, der med støtte fra politiets akter tegner et nyt perspektiv om mordet og morderen.
I 2017 udkom Knud Simonsens bog “Mysteriet om Marie” en dokumentarisk roman baseret på pens. lektor, advokat Jens Erik Mehlsen dokumentar www.marieogoscar.wordpress.com.
I 2018 udkom bogen I skyggen af Højbjerg af Lene Pors.
Hun er adoptivdatter af den mand, som Peer Kaae i sin bog fra 2017 udpeger som morderen.